# Лейте Насименто, Матеус
Мате́ус Ле́йте Насиме́нту (порт.-браз. Matheus Leite Nascimento); род. 15 января 1983, Рибейрополис, Сержипи) — бразильский футболист, нападающий

## Биография

### Ранние годы
Родился 15 января 1983 года в бразильском городе Рибейрополис. Играть в футбол начинал в клубе «Итабаяна» из одноимённого города, в составе которой в 2005 году стал победителем чемпионата Sergipano. Также был признан лучшим форвардом турнира.
Летом 2005 года переехал в Португалию, где на протяжении одного года выступал в низшем дивизионе за «Марку». В январе 2006 года перешёл в один из сильнейших клубов страны — «Брагу».
В течение 2007 года Матеус дважды был в аренде у португальских клубов — «Бейра-Мар» и «Витории» из Сетубала.

### «Брага»
В сезоне 2009/10 Матеус появлялся во всех 30 матчах за «Брагу» (редко выходя в стартовом составе). В том сезоне «архиепископы» заняли второе место в чемпионате, уступив «Бенфике» пять очков, что позволило им выступать в Лиге чемпионов, стартуя с 3-го квалификационного раунда.
28 июля 2010 года, в рамках Лиги чемпионов, Матеус забил «Селтику» и его команде уверенно обыграла противника дома со счётом 3:0. В следующем матче «оружейники» выиграли со счётом 2:1 и прошли в следующий раунд турнира.
18 августа Матеус забил единственный гол и обеспечил домашнюю победу «Браги» над «Севильей». В ответном матче, пять дней спустя, Матеус вновь открыл счёт, после чего его команда выиграла и прошла в групповой раунд.
23 ноября Матеус дважды забил в домашней встрече с лондонским «Арсеналом», но несмотря на это, команда не прошла в плей-офф. «Брага» заняла третье место в группе и продолжила выступление в Лиге Европы.

### «Днепр»
В зимнее трансферное окно 2010/11 Матеус подписал контракт на 3,5 года с украинским «Днепром», сумма трансфера составила 1 миллион евро. Дебютировал 6 марта 2011 года в матче чемпионата Украины против «Таврии» (2:2). До конца сезона бразилец принял участие лишь в 3 матчах.
В первом матче сезона 2011/12 Матеус отметился забитым голом в ворота киевского «Арсенала». Через матч на 89-й минуте поразил ворота «Волыни». Также отметился в одном из матчей Кубка Украины.
С «Днепром» бразилец стал вице-чемпионом Украины (2013/14) и бронзовым призёром турнира (2014/15 и 2015/16). Дошёл до финала Лиги Европы 2015, в котором сделал голевую передачу на Николу Калинича, но «Днепр» проиграл «Севилье» 2:3.
В мае 2016 года покинул «Днепр», не став продлевать контракт, который заканчивался в июне, и вернулся на родину в Бразилию. 27 июня 2016 года появилась информация о подписании контракта с китайским клубом «Шицзячжуан Эвер Брайт».

## Достижения
«Брага»
- Вице-чемпион Португалии: 2009/10

«Днепр»
- Вице-чемпион Украины: 2013/14
- Бронзовый призёр чемпионата Украины (2): 2014/15, 2015/16